# 네덜란드 철도

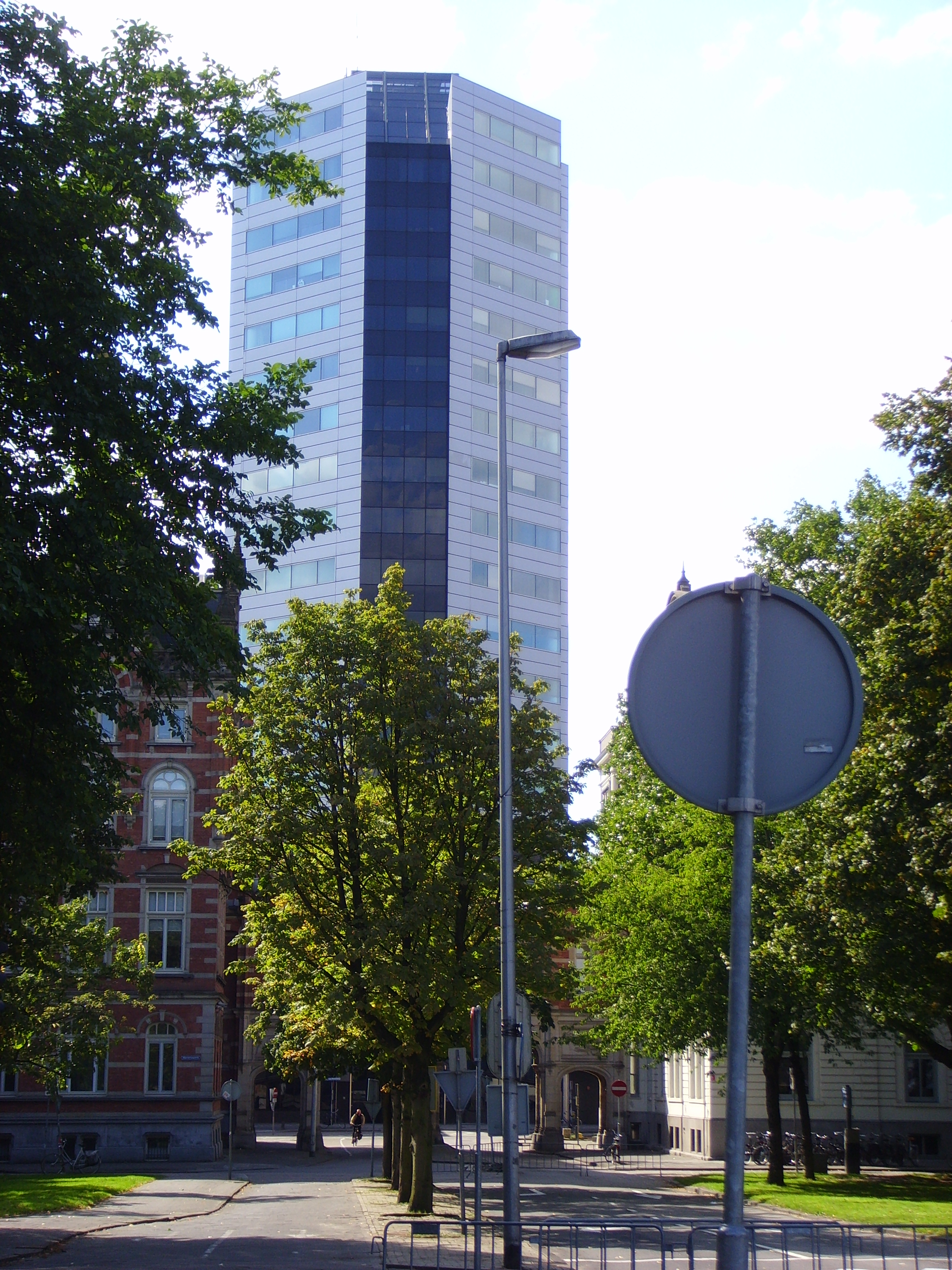

네덜란드 철도(네덜란드어: Nederlandse Spoorwegen, NS)는 네덜란드의 철도를 운영하는 철도 사업자이다.